# Comando interforze per le Operazioni delle Forze Speciali

Wappen des COFS

Das Comando interforze per le Operazioni delle Forze Speciali (COFS) (dt. Streitkräftekommando für Operationen der Spezialkräfte) ist ein Kommando der italienischen Streitkräfte, das die Einsätze von italienischen Spezialeinheiten auf operativer Ebene plant und führt. Das 2004 geschaffene COFS ist auf dem Militärflugplatz Rom-Centocelle untergebracht und untersteht dem dortigen Einsatzführungskommando der Streitkräfte COVI.

## Unterstellung
Das COFS unterstand bis Juli 2021 dem Generalstabschef unmittelbar, seither dem reformierten Einsatzführungskommando COVI, das seinerseits weiterhin dem Generalstabschef nachgeordnet bleibt. Das COFS kümmert sich teilstreitkräfteübergreifend um gemeinsame Grundsatzaufgaben und zusammen mit dem COVI um die Einsatzführung aller Spezialeinheiten der italienischen Streitkräfte. Bei Bedarf kann es seine mobile Führungseinrichtung (Joint Special Operation Component Command – JSOCC) in internationale Kommandostellen integrieren oder bei internationalen Einsätzen die Führung eines Combined Joint Special Operations Component Command selbst übernehmen. Truppendienstlich unterstehen die italienischen Spezialeinheiten im Normalfall den jeweiligen Teilstreitkräften (force provider).
Dem italienischen Ministerpräsidenten unterstehen die zivilen Nachrichtendienste Italiens. Seit Dezember 2015 hat der Ministerpräsident das Recht, nach Anhörung des parlamentarischen Komitees zur Kontrolle der Nachrichtendienste im Rahmen von nachrichtendienstlichen Operationen den Einsatz von militärischen Spezialkräften anzuordnen, wenn eine Krise im Ausland die nationale Sicherheit Italiens beeinträchtigt oder wenn der Schutz italienischer Staatsbürger im Ausland nicht anders gewährleistet werden kann. In diesen Fällen liegt die Einsatzführung in der Regel bei dem Auslandsnachrichtendienst AISE, wobei die zugeteilten Spezialkräfte dann den AISE-Mitarbeitern gleichgestellt sind.

## Spezialeinheiten
Spezialeinheiten (forze speciali) im engeren Sinn sind:
- 9. Fallschirmjäger-Sturmregiment Col Moschin (Heer)
- 185. Fernspähregiment Folgore (Heer) (seit 2018)[4]
- 4. Alpini-Fallschirmjägerregiment (Heer) (seit 2018)[4]
- GOI-Kampfschwimmer von COMSUBIN (Marine)
- 17º Stormo Incursori (Luftwaffe)
- Gruppo di Intervento Speciale (Carabinieri)

## Sondereinheiten
In Abgrenzung zu den Spezialeinheiten gibt es noch einige besondere Einheiten mit etwas geringerem Spezialisierungsgrad (forze per operazioni speciali), um die sich das COFS nur teilweise kümmert. Innerhalb nachstehender Verbände sind dies die jeweiligen Aufklärungs-Teileinheiten:
- 183., 186. und 187. Fallschirmjägerregiment der Fallschirmjägerbrigade Folgore (Heer)
- Lagunari-Regiment (Heer)
- 1. San-Marco-Regiment (Marine)
- Teile der 1ª Brigata Aerea (Luftwaffe)
- 1. Carabinieri-Fallschirmjägerregiment Tuscania (Carabinieri)

Das 185. Fernspähregiment und das 4. Alpini-Fallschirmjägerregiment wurden 2018 von Sondereinheiten zu Spezialeinheiten aufgewertet.

## Unterstützungseinheiten
Insbesondere die Spezialeinheiten werden von besonderen fliegenden Einheiten der verschiedenen Teilstreitkräfte unterstützt. Dazu gehören:
- 3. Heeresflieger-Regiment Aldebaran in Viterbo
- eine Teileinheit der Marineflieger in Luni
- Teile des 15° Stormo der Aeronautica Militare in Cervia sowie Teile einer in Grazzanise stationierten Hubschrauberstaffel.

Im Fernmeldebereich ist dem COFS das 11. Fernmelderegiment in Civitavecchia bei Rom zugeteilt.

## Kommandeure
Die Kommandeure haben im Allgemeinen den Dienstgrad Generalmajor oder Konteradmiral. Die italienischen Bezeichnungen dafür sind Generale di Divisione (Heer), Ammiraglio di Divisione (Marine) oder Generale di Divisione Aerea (Luftwaffe). Seit 2020 können sie auch drei Sterne haben, die entsprechenden Bezeichnungen lauten Generale di Corpo d’Armata (Heer), Ammiraglio di Squadra (Marine) oder Generale di Squadra Aerea (Luftwaffe).
| Nr. | Name                                  | Beginn der Berufung | Ende der Berufung |
| --- | ------------------------------------- | ------------------- | ----------------- |
| 7   | Amm. Sq. Paolo Pezzutti               | 20.01.2022          |                   |
| 6   | Gen. D.A. Nicola Lanza de Cristoforis | 24.10.2019          | 20.01.2022        |
| 5   | Gen. Div. Nicola Zanelli              | 27.06.2016          | 24.10.2019        |
| 4   | Amm. Div. Giuseppe Cavo Dragone       | 03.11.2014          | 27.06.2016        |
| 3   | Gen. Div. Maurizio Fioravanti         | 10.10.2011          | 03.11.2014        |
| 2   | Amm. Div. Donato Marzano              | 26.09.2008          | 09.10.2011        |
| 1   | Gen. Div. Marco Bertolini             | 01.12.2004          | 25.09.2008        |